# Аеродром Туркменбаши
Аеродром Туркменбаши (IATA: KRW, ICAO: UTAK) је други по величини међународни аеродром у Туркменистану. Овај аеродром је основан 1959. Он прихвата путничке и теретне летове и има међународни статус.
У априлу 2010, отворена су четири додатна спрата зграде терминала, капацитета 800 путника на сат. Пуштен у рад нов саобраћајни контролни торањ (висине 61 м), те аеродром може да прими 7 додатних летова.
У близини главног терминала налази се зграда за пријем ВИП-гостију. Она се користи се за ВИП и пословне авионе, као и за специјалне летове и одласке делегација владе Туркменистана и посетилаца Туркменбаши. Та зграда има све услове за организовање састанака, радионица и конференција. 
Поред главног терминала је налази и међународни теретни терминал, и аутоматизовани теретни сервис.
До аеродрома се може доћи аутом Туркменбашија, или из летовалишта Аваз. Аеродромски комплекс пружа бесплатни паркинг.

## Компаније и дестинације
- Туркменистан ерлајнс (Ашгабад, Туркменабат, Мары, Стамбул, Дашогуз)